# Berkenoord II

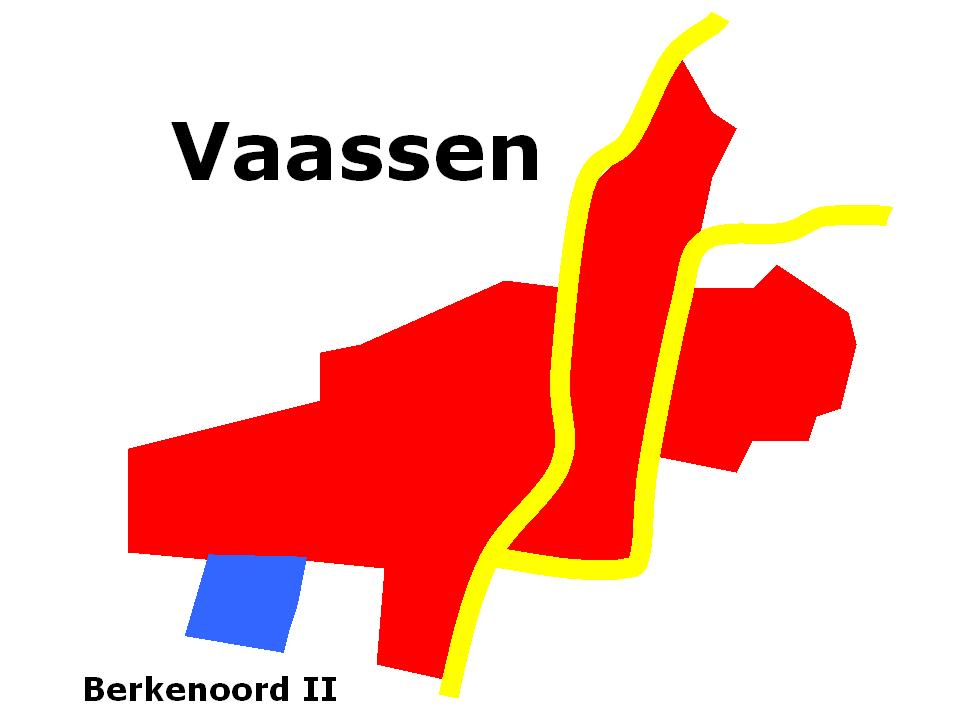
Berkenoord II in Vaassen

De Vaassense wijk Berkenoord II wordt in de volksmond ook wel de Hofjesbuurt genoemd.
De wijk is eind 70'er jaren gebouwd op de plek waar zich vroeger het woonoord voor de Zuid-Molukkers bevond. De ontruiming van het voormalige woonoord ging met de nodige onlusten gepaard.

## Straatnamen
- Acaciahof
- Cederhof
- Esdoornhof
- Hazelaarhof
- Iepenhof
- Plataanhof
- Prunushof
- Seringenhof
- Wilgenhof
- Kastanjehof